# Haskerwijd
Het Haskerwijd (Fries en officieel: Hasker Wiid) is het noordelijke deel van het Nannewijd, in de gemeente De Friese Meren in de Nederlandse provincie Friesland.
Het bevat enkele kunstmatige eilandjes, aan de zuidkant van het dorp Oudehaske. Het is ontstaan door vervening.